# Saint-Gérons

Saint-Gérons este o comună în departamentul Cantal, Franța. În 1 ianuarie 2022 avea o populație de 229 de locuitori.